# Andrés Villena Oliver
Andrés Villena Oliver (Elche, 1980) es un economista y sociólogo español.
Es licenciado en economía y ciencias de la comunicación. Posteriormente realizó un máster en sociología aplicada y otro en sociología de los problemas sociales. Más adelante se doctoró por la Universidad de Málaga con una tesis doctoral sobre los grupos de poder en la alta política española.Desde 2021 trabaja como profesor de economía aplicada en la Universidad Complutense de Madrid.  Su ámbito de investigación se ha especializado en análisis de redes de poder en España. En 2019 publicó el libro Las redes de poder en España (Roca Editorial, 2019).
Colabora habitualmente con eldiario.es. También ha colaborado con The Huffingtonpost, Diario Público, El Siglo y El Plural, donde fue jefe de redacción entre 2007 y 2009.